# Église Saint-Quentin de Bray
L'église Saint-Quentin de Bray est une église catholique située à Bray, dans le département de Saône-et-Loire, en France. Elle relève à ce titre de la paroisse Saint-Augustin-en-Nord-Clunisois, qui a son siège à Ameugny.

## Historique
Cette église romane a été initiée au XIe siècle.
Ancien doyenné de Cluny, l’église de Bray, ecclesia Beati Quintini (église de saint Quentin), située sur un promontoire, est en effet mentionnée au début du XIe siècle.
Elle fait l’objet d’une inscription partielle au titre des monuments historiques en 1932.

## Description

### Extérieur
L'église a conservé des parties originales et sans doute très anciennes, comme les colonnes monolithes à chapiteaux de tradition carolingienne de l’arc triomphal, le chœur rectangulaire avec coupole et massifs épais de maçonnerie ou les murs de la nef. La nef de l'église, naguère plafonnée, laisse maintenant voir sa charpente, composée de poutres neuves (mais d'apparence ancienne), partie de l'édifice qui est également romane (probablement du XIIe siècle.

### Intérieur
Le mobilier comprend le retable du maître-autel qui, selon un procès-verbal de visite daté du 21 octobre 1736, est de bois noyer avec deux colonnes torses travaillées en sculpture.
De part et d'autre de l'autel, des niches en plein cintre accueillaient deux statues : l'une d’un évêque portant au dos la date de 1668 et la signature de Thomae Cointet ; l'autre de la Vierge Marie de la même époque. D'un grand intérêt artistique, elles ont, pour des raisons de sécurité, été confiées provisoirement à l'église de Cormatin.
Trois inscriptions figurent dans cette église : une du XVe siècle, en latin, sur la voûte en cintre brisé de la travée sous clocher, et deux autres du XVIe siècle sur le mur nord de la nef, précisant les messes et les prières qui doivent être dites sur les tombeaux des fondateurs, derniers grands baillis d’épée du Mâconnais (elles ont été placées là en l'honneur de la famille Desbois qui occupa ces fonctions importantes du XVe au XVIIe siècle, à Mâcon, à Dijon et auprès du roi).

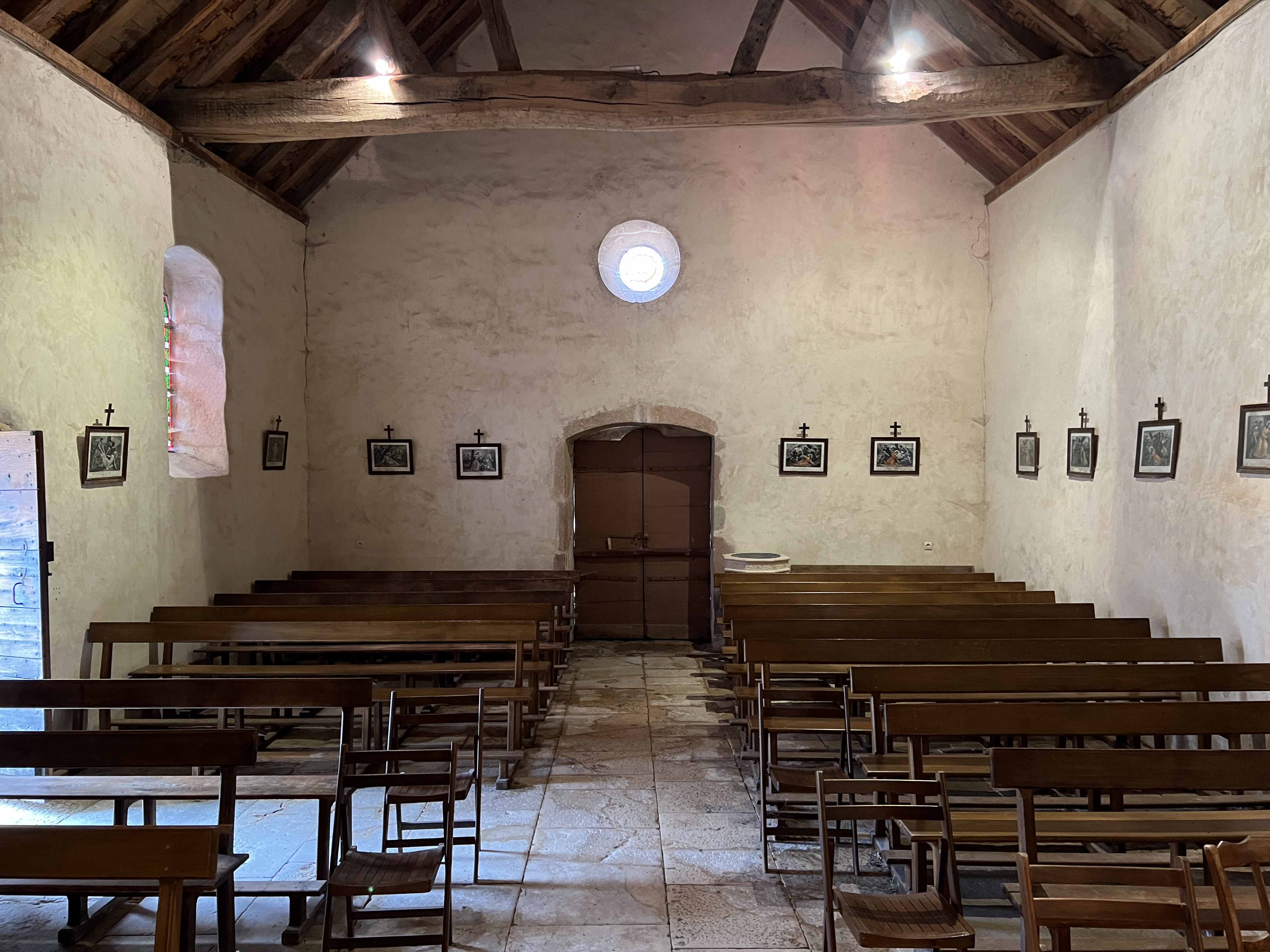
Intérieur de l'édifice.
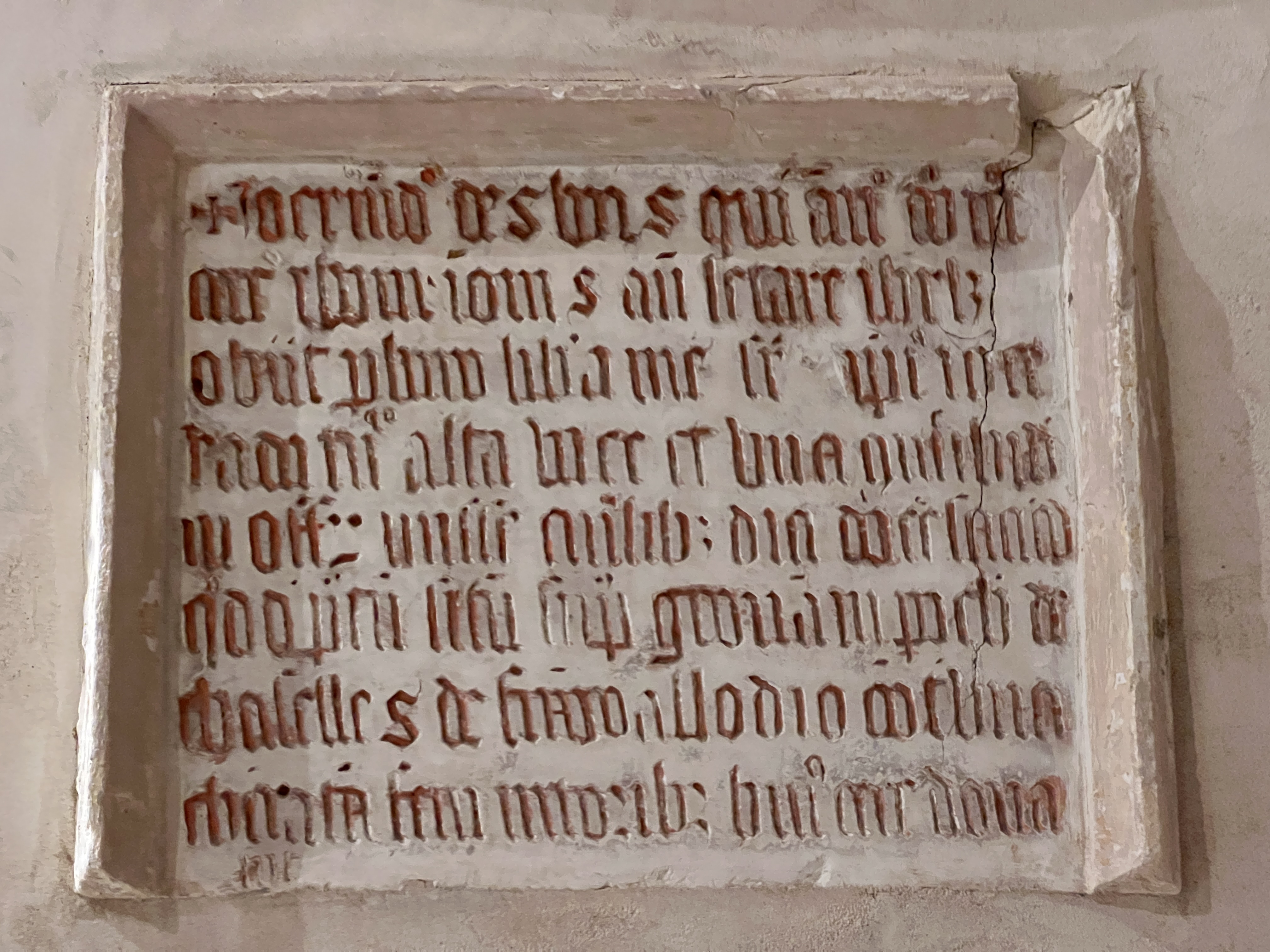
Inscription en latin.
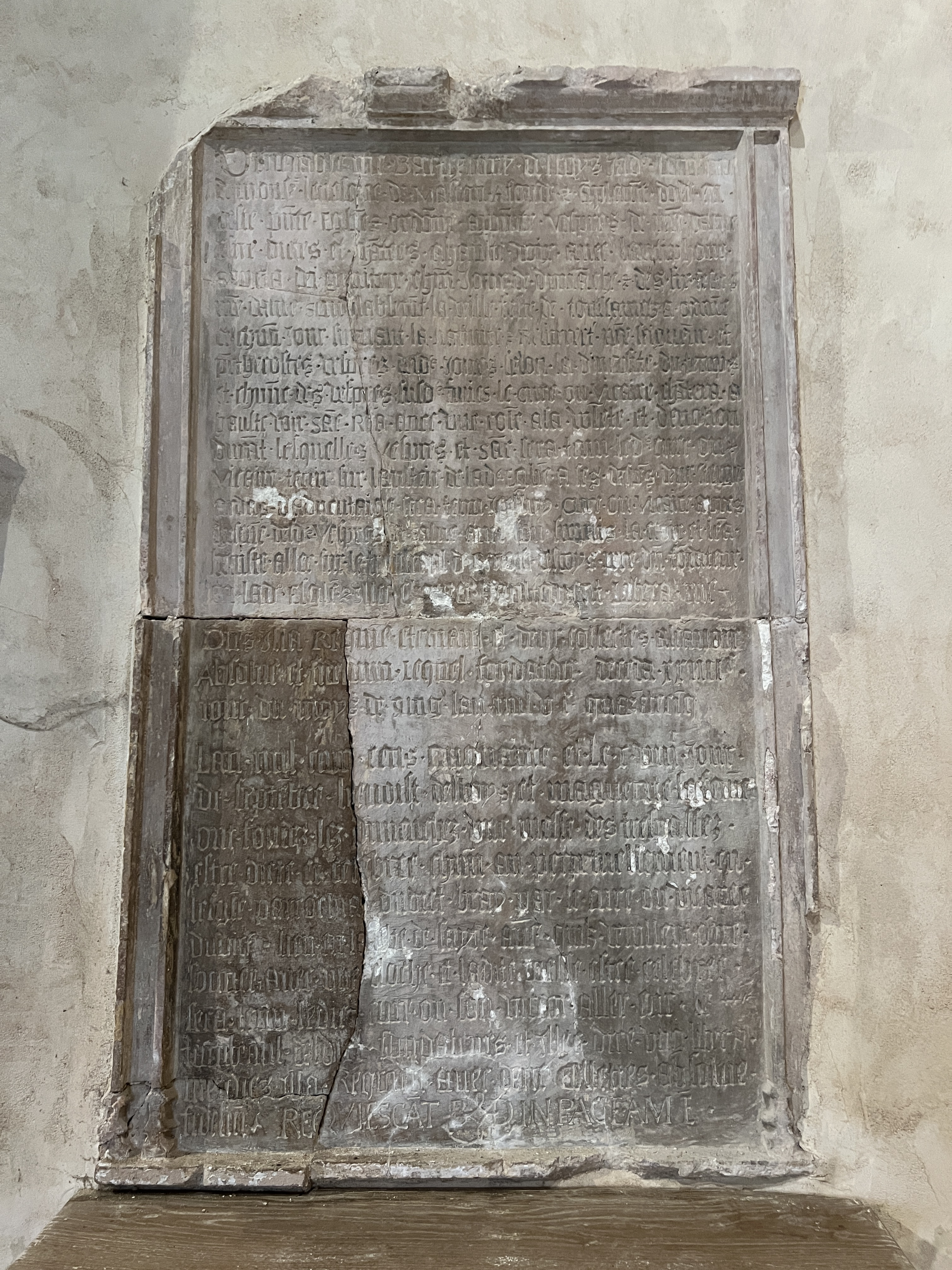
Inscription en latin.

## Culte
Édifice consacré du diocèse d'Autun relevant de la paroisse Saint-Augustin-en-Nord-Clunisois (siège à Ameugny) – qui en est affectataire au titre de la loi de 1905 –, l'église de Bray est, plusieurs siècles après sa construction, un lieu de culte catholique.